# 蘋果日報慈善基金
蘋果日報慈善基金（英語：Apple Daily Charitable Foundation，縮寫：蘋果基金）是香港一個慈善基金，由壹傳媒有限公司於1995年成立。這基金透過《香港蘋果日報》籌集讀者的捐款，除協助老弱傷殘人士外，每年亦透過撥款去資助香港社會服務機構，推行各類型的服務計劃及活動。受蘋果日報被迫停業，資產被政府凍結影響，基金已停止運作。服務已轉交香港防癌會。

## 香港基金停止運作
受香港蘋果日報停止運作影響，香港基金全數員工遭遣散，故基金停止運作，受影響的弱勢社群將即時停止受支助。事件令市民質疑政府再三表示港區國安法只影響一小撮人的說法。

## 願景
藉著與時並進和優質的服務，令社會的弱勢社群能感受到愛和關懷，生活亦得以改善，生命顯得有尊嚴。

## 使命
- 這基金轄下有不同專戶，透過熱心人士的捐款，幫助有不同需要或遭遇突變的社群度過困境[2]。
- 透過撥款資助慈善團體及社會服務機構舉辦各類型服務，填補現有服務的不足以及滿足不同社群的需要[3]。

## 價值觀
1. 秉持誠信
2. 全人關懷
3. 服務社會

## 主題曲
此基金的信念為「生命因你變得好」。
這基金受助人之一席林遭癌病纏身，仍積極向著音樂夢進發，離世前是獨立樂隊GalPlay(膠玩音樂)的鼓手。他離世後，其餘樂隊成員忍著悲痛，為這基金成立20周年，創作一首勵志主題曲《生命因你變得好》，該主題曲會在這基金舉辦各大活動時播放，亦會用作長期「會歌」。GalPlay主音Cory希望給予溫暖和帶有正能量的感覺，融合這基金致力協助弱勢社群的願景，和配合這基金的信念。
由於主題曲推出後得到積極的回響，故這基金同工、義工隊、一群受助人及慈善機構「龍耳」一同參與《生命因你變得好》的演出，以口語及手語一同合唱。

## 受惠人數
這基金已成立超過20年，總撥款額已超過三億、共超過六十萬人受惠。

## 外部連結
- 「蘋果日報慈善基金」官方網頁
- 「蘋果日報慈善基金」Facebook專頁 （页面存档备份，存于）
- 「蘋果日報慈善基金」Youtube頻道 （页面存档备份，存于）